# Sturisomatichthys caquetae
Sturisomatichthys caquetae är en fiskart som först beskrevs av Fowler, 1945.  Sturisomatichthys caquetae ingår i släktet Sturisomatichthys och familjen Loricariidae. Inga underarter finns listade i Catalogue of Life.